# Lycaena suffusaargentea
Lycaena suffusaargentea är en fjärilsart som beskrevs av Stetter-stättermayer 1937. Lycaena suffusaargentea ingår i släktet Lycaena och familjen juvelvingar. Inga underarter finns listade i Catalogue of Life.